# Суньер I (граф Ампурьяса)
Сунье́р I (кат. Sunyer I) (умер не ранее 848) — граф Ампурьяса и граф Руссильона (834/835—848), родоначальник Ампурьясской династии.
Точное происхождение графа Суньера I до сих пор историками не установлено. Наиболее вероятным считается предположение, согласно которому он был одним из младших сыновей графа Каркассона Беллона, основателя рода Беллонидов. Однако, так как это мнение не отражено в современных Суньеру документах, часть историков отвергает его родство с этим семейством.
Также точно не установлено, в каком году и при каких обстоятельствах Суньер I получил графства Ампурьяс и Руссильон. Бо́льшая часть историков, основываясь на хартии 835 года, в которой Суньер передал в дар епископу Хероны Гимеру некоторые земли в Ампурьясе и Пераладе, считает, что он мог стать правителем обоих графств или в 834 году по решению императора Запада Людовика I Благочестивого, или в 835 году после смерти маркграфа Тулузы и Септимании Беренгера Мудрого. Однако некоторые историки предполагают, что Суньер I мог получить Ампурьяс и Руссильон значительно позднее этой даты, в 844 году, став здесь преемником графа Бернара Септиманского. Бо́льшая часть сведений о правлении графа Суньера содержится в позднейших средневековых хрониках, достоверность которых в освещении этого периода истории учёными подвергается серьёзному сомнению, и в немногочисленных современных событиям хартиях.

Графства Испанской марки в 840-х годах

Согласно сообщениям хроник, Суньер I мирно правил своими владениями до 842 года, когда некий Аларик поднял против него мятеж и захватил власть в графстве Ампурьяс. Он умер в 844 году, после чего власть в Ампурьясе перешла к его родственнику Аргиле. Только после смерти Аргилы в 846 году Суньеру вновь удалось объединить оба графства. Анализ исторических источников, проведённый историками, показал, что упоминаемый в хрониках Аларик идентичен Аларику, который был зятем графа Барселоны Беры, и что он, возможно, управлял Ампурьясом как наместник графа Суньера и признавал его своим сеньором. Также установлено, что Аргила, названный преемником Аларика в графстве Ампурьяс, являлся одним лицом с графом Разеса и Конфлана Аргилой, сыном графа Беры, и что его власть никогда не распространялась на Ампурьяс.
Достоверные сведения о графе Суньере I относятся только к периоду 843—848 годов, когда он начинает упоминаться как адресат королевских грамот. В документе, датированном февралём 843 года, Суньер наделён титулом графа Руссильона, а в хартии короля Западно-Франкского государства Карла II Лысого, данной им 19 мая 844 года в пользу готских переселенцев из Испании, подпись графа Руссильона стоит среди подписей других свидетелей, подтвердивших эту грамоту.
В 848 году графства Суньера I подверглись нападению правителя Тулузы Гильома Септиманского, который, согласно Бертинским анналам, захватил Ампурьяс и Руссильон, а также Барселонское графство, «…более хитростью, чем силой оружия…» и присоединил их к своим владениям. Предполагается, что в ходе этого конфликта Суньер мог быть убит. Хартия, данная королём Карлом II Лысым около 850 года и подтверждающая дарение, сделанное Суньером I монастырю Сан-Андре-де-Сердань, не уточняет, был ли даритель в это время жив, или уже нет.
Граф Суньер I был женат на неизвестной по имени женщине. Детьми этого брака были два сына:
- Суньер II (около 840—915) — граф Ампурьяса (862—915) и граф Руссильона (896—915)
- Дела (умер в 894/895) — граф-соправитель Ампурьяса (862—894/895)